# Forteresse de Custrin

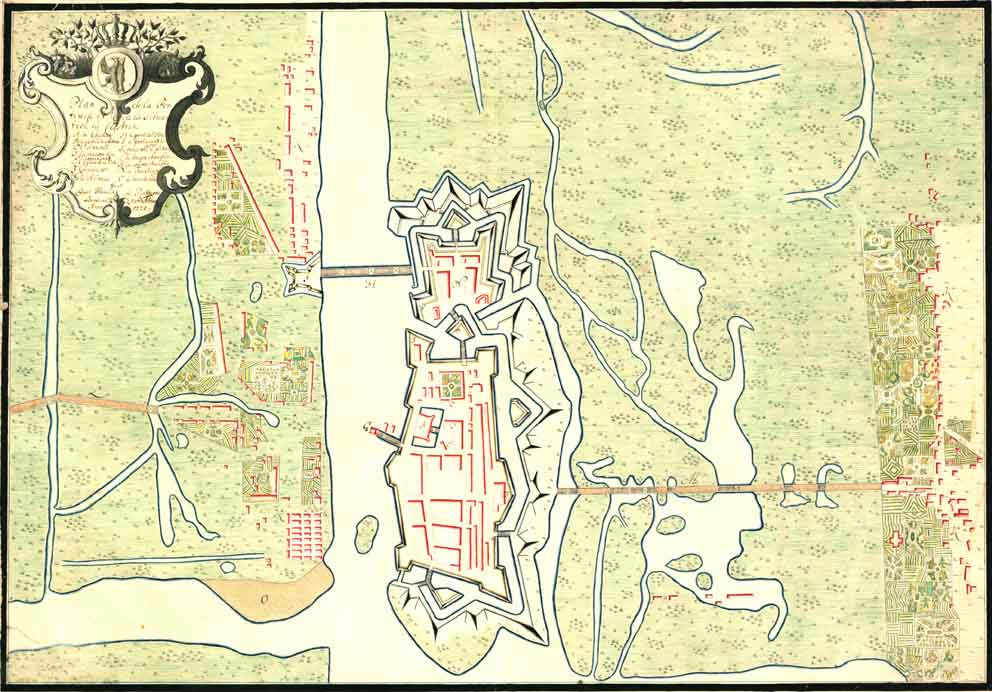
Plan historique de la ville de Custrin et de ses fortifications, 1728

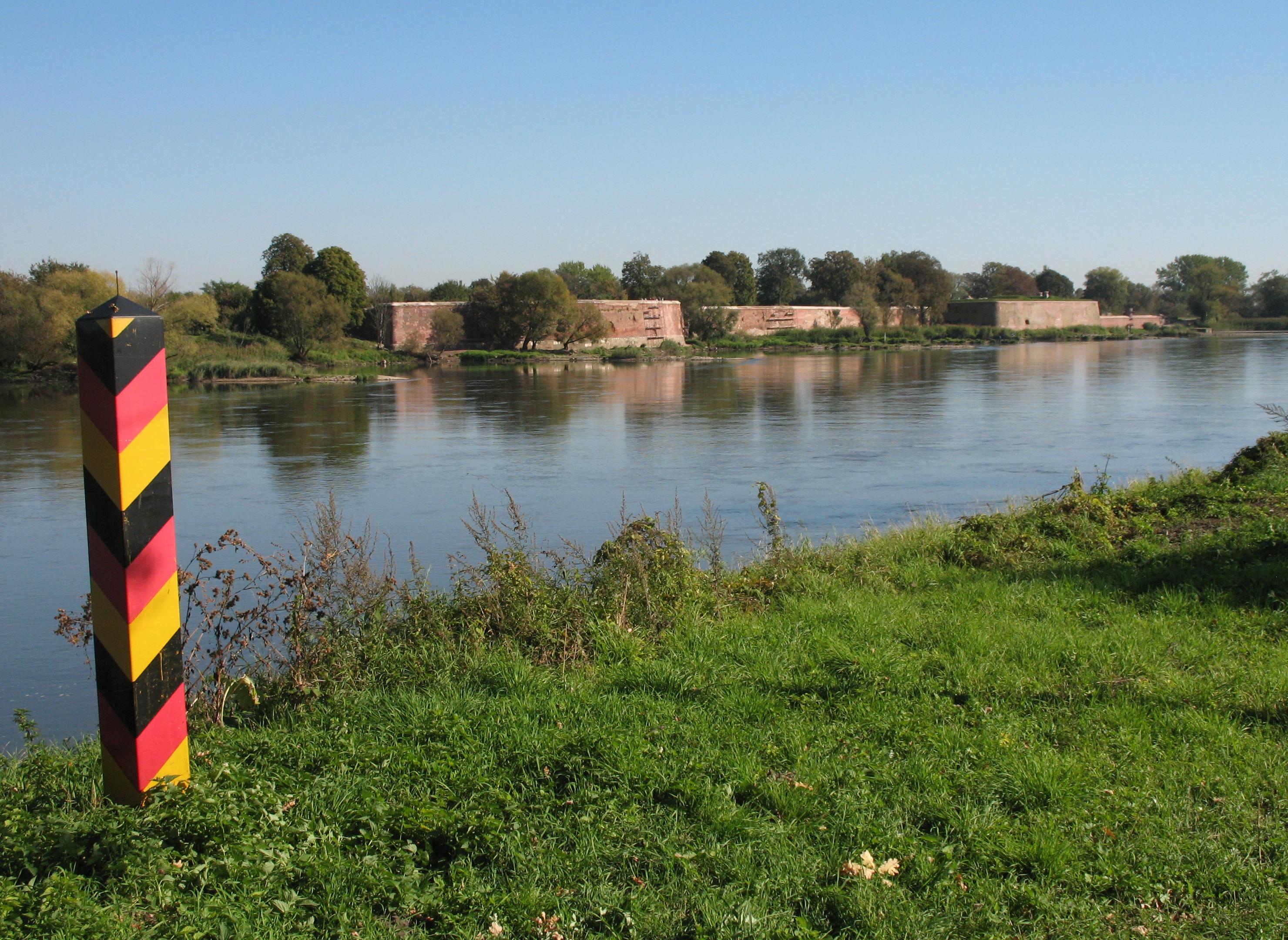
Vue de la forteresse depuis Küstrin-Kietz

La forteresse de Custrin est une forteresse construite dans la seconde moitié du XVIe siècle pour protéger le siège royal de Custrin. Ce n'est qu'en 1920 que son utilisation en tant que forteresse prend fin à la suite de la défaite de la Première Guerre mondiale. Peu après, la démolition de l'enceinte orientale de la ville commence. À la fin de la Seconde Guerre mondiale, Custrin est de nouveau déclarée forteresse en 1945 et la ville est presque entièrement détruite par les combats fin mars 1945 (de). Après la fin de la guerre, les fortifications déjà endommagées sont encore détruites par des travaux de dynamitage et de démolition pour extraire du matériel. Depuis les années 1990, les fortifications de la vieille ville et du fort Gorgast (de) sont restaurées, tandis que les autres ouvrages extérieurs sont tombés en ruine à la suite de leur inoccupation. Une grande partie des fortifications sont situées sur la rive droite de l'Oder à Kostrzyn nad Odrą en Pologne, les ouvrages extérieurs restants dans la commune allemande de Küstriner Vorland.

## Avant 1535: débuts
Custrin est mentionné pour la première fois dans un document en 1232. Custrin est stratégiquement situé au confluent de l'Oder et la Warthe. Il y a probablement une fortification à cet endroit pour protéger la traversée de l'Oder. La domination ascanienne prend fin en 1323 et Custrin change de mains plusieurs fois jusqu'en 1455. Puis il est vendu à Frédéric II de Brandebourg et appartient ainsi à la Maison de Hohenzollern. En 1535, Jean Ier de Brandebourg-Küstrin hérite entre autres de Custrin et en fait sa résidence.

## 1535–1920: statut de forteresse
Jean Ier commence à agrandir sa résidence avec la construction du château de Custrin, qui dure de 1535 à 1537. Puis les travaux de construction de la forteresse commencent. Les fortifications construites entre 1537 et 1543 possèdent des remparts en terre qui sont plusieurs fois submergés par les inondations. Après une interruption des travaux de plusieurs années, les remparts sont donc renforcés de 1553 à 1568 par de la maçonnerie et les parties nouvellement construites sont réalisées de la même manière en maçonnerie. En 1568, la forteresse est achevée. Elle comprend alors les bastions du roi, de la reine, du prince héritier, de la princesse héritière et de Philippe, ainsi que les portes de la ville, la porte de Berlin et la porte de Zorndorf. Il y a aussi la porte de Kietz et la porte du moulin pour les piétons. Francesco Chiaramella (de) et après lui Rochus zu Lynar comptent parmi les maîtres d'œuvre des fortifications de Custrin au XVIe siècle.

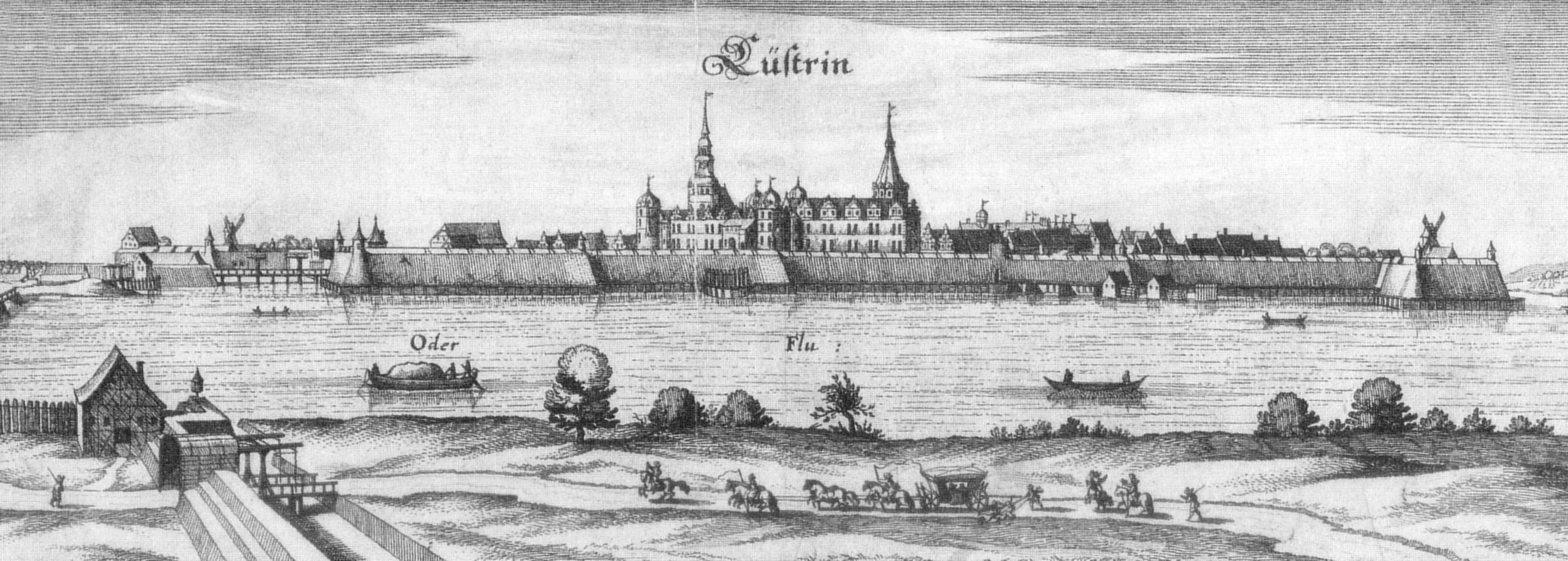
Château de Custrin, gravure sur cuivre de Merian vers 1652

Pendant la guerre de Trente Ans (1618-1648), le roi suédois Gustave II Adolphe remonte l'Oder vers le sud à partir de juillet 1630. En construisant une fortification de campagne sur la rive gauche de l'Oder, en face de Custrin, il maîtrise le passage de l'Oder ainsi que le trafic fluvial. Sur l'insistance des Suédois, Custrin passe sous administration suédoise en juin 1631. Les Suédois commencent immédiatement après à agrandir la forteresse, ce qui est poursuivi plus tard par le prince électeur Frédéric-Guillaume. Entre 1631 et 1688, la tête de pont sur la rive gauche de l'Oder, l'ouvrage à cornes ainsi que le bastion Brandebourg sur la rive droite de l'Oder entre les bastions du roi et Philippe sont construits. En outre, la défense des remparts est renforcée par la construction de plusieurs redans et des ravelins de Gohrin, Albert, Auguste-Guillaume et Christian-Louis. Le fossé est fermé par un batardeau au bastion Philippe. Custrin est alors l'une des forteresses les plus solides du Saint-Empire.
Parmi les prisonniers se trouve Aegidius Strauch II (de), que l'électeur Frédéric-Guillaume a capturé sur la route maritime de Dantzig à Hambourg en octobre 1675 et emprisonné dans la forteresse. Strauch est détesté en tant que fanatique luthérien contre la confession réformée et prétendu partisan de la Suède. Le roi de Pologne, le roi de Suède, l'électeur de Saxe, ses proches et de nombreux autres partisans font campagne pour la libération de Strauch. Une délégation de citoyens de Dantzig obtient sa libération le 9 juillet 1678. À Dantzig, des dizaines de milliers de fidèles le reçoivent et toutes les églises luthériennes organisent des offices pour sa libération. Le Conseil de Dantzig le rétablit dans ses fonctions le 8 septembre 1678.
Le lieutenant prussien Hans Hermann von Katte est exécuté le 6 novembre 1730 dans la forteresse de Custrin sur ordre de Frédéric-Guillaume Ier devant le futur roi prussien Frédéric II.
Pendant la guerre de Sept Ans, les troupes russes assiègent Custrin du 15 au 18 août 1758. La ville, construite majoritairement en bois, brûle complètement sans que la forteresse ne puisse être conquise. Le roi Frédéric II relève la forteresse et bat les Russes le 25 août 1758 à l'est de Custrin lors de la bataille de Zorndorf.
Lors de la guerre de la Quatrième Coalition en 1806, Friedrich Wilhelm Heinrich Ferdinand von Ingersleben livre Custrin aux troupes de Napoléon, qui sont bien inférieures, sans combat, à l'exception d'une brève escarmouche à la tête de pont ouest et de la destruction du pont de l'Oder. Ingersleben déserte, est condamné à mort par contumace en 1807 et n'est pas gracié par le roi comme dans d'autres cas. Custrin reste occupé par les Français jusqu'en 1814, qui continuent à agrandir la forteresse. Après la défaite de Napoléon dans la campagne de Russie en 1812, Custrin est bombardé en mars 1813 pour la première fois par les troupes russes. Les Français incendient les banlieues longues et courtes et le Kietz (de) sur l'île d'Oder pour des raisons stratégiques. La forteresse ne pouvant être prise d'assaut, les troupes russes puis prussiennes la bloquent jusqu'à la capitulation en mars 1814.
Au XIXe siècle, la forteresse est à nouveau agrandie afin de pouvoir la protéger contre l'artillerie plus éloignée. La tête de pont sur l'île de l'Oder est agrandie et complétée par deux lunettes flanquantes. De 1850 à 1862, des lunettes B sont érigées sur l'île de l'Oder et des lunettes C et D sur le côté gauche de l'Oder. Dans les années 1863 à 1872, le fort indépendant Neues Werk est construit à la gare de Custrin-Neustadt.
En 1877/78, les guérites des portes de Berlin et de Zorndorf sont démolies et reconstruites en tant que porte de ville à double passage. Dans le même temps, les tours à poudre sont supprimées et remplacées par des poudrières à l'extérieur de la ville. Les ponts routiers et les ponts ferroviaires sur l'Oder et la Warthe sont sécurisés par des fortins. L'achèvement des travaux de construction est la construction des quatre forts extérieurs, comme le fort Biehler (de) : Fort de Gorgast (de) et Fort de Zorndorf (pl) (1882), Fort de Säpzig (1887) et Fort de Tschernow (1882-1885). Ces forts sont cependant déjà militairement dépassés lors de leur construction à la suite de la crise des obus explosifs, d'une part parce qu'ils ne résistent pas aux tirs directs et d'autre part parce que la portée de l'artillerie est telle qu'un bombardement direct de Custrin aurait été possible. Peu avant la Première Guerre mondiale, de petits abris sont encore construits de manière isolée à l'extérieur de la ville afin de pouvoir engager les troupes de manière flexible en cas de défense.
Les fortifications freinent clairement le développement de la ville. Vers la fin du XIXe siècle, les installations deviennent toutefois plus perméables. En 1887, le portail de Custrin est remplacée par la porte de Custrin, beaucoup plus large, par laquelle les charrettes peuvent désormais passer. Vers 1901, on commence déjà à démolir les remparts de l'Oder près du château. Avant la Première Guerre mondiale, il est déjà prévu de démolir les remparts, mais cela ne peut être réalisé que des années plus tard.
La fin de l'utilisation comme forteresse est survenue en 1920, lorsque les canons et les armes stationnés doivent être retirés sur ordre de la Commission militaire interalliée de contrôle. Custrin perd son importance en tant que garnison en raison des restrictions de personnel dans la Reichswehr.

## À partir de 1920: tentative de putsch, forteresse pendant la Seconde Guerre mondiale et utilisation ultérieure
Dans l'entre-deux-guerres, les fortifications du côté est de la vieille ville sont démolies, d'abord en 1921 la porte de Zorndorf et le bastion de la princesse héritière, à partir de 1925 le bastion de la reine et la porte Albert. Parallèlement, les fossés sont comblés pour permettre la construction d'une nouvelle route (l'actuelle DK 22 (de)) autour de la vieille ville. Après 1929, les espaces verts du Kattewall sont créés sur les remparts au bord de l'Oder. Le musée de la casemate est ouvert au bastion Philipe. De 1930 à 1931, le bastion du prince héritier – également connu sous le nom de Haut Cavalier – est démoli. Certaines dépendances sont louées et utilisées entre autres par des entreprises.
En 1923, il y a une tentative de putsch, connue sous le nom de putsch de Custrin.
Le 25 ou 26 janvier 1945, vers la fin de la Seconde Guerre mondiale, Adolf Hitler déclare Custrin forteresse afin de stopper l'avancée de l'Armée rouge sur Berlin. Quelques jours plus tard, il nomme Heinz Reinefarth, un policier fanatique, comme « commandant de forteresse » de la forteresse de Custrin. Au terme de leur opération Vistule-Oder, les troupes soviétiques atteignent l'Oder près de Custrin début février 1945 et forment des têtes de pont sur la rive ouest. Au cours des combats qui durent jusqu'à fin mars, Custrin est presque entièrement détruit. Le 16 avril 1945, la tête de pont près de Custrin devient le principal point de départ de l'armée soviétique dans son offensive sur Berlin.
La plus grande partie de Custrin (anciennement située des deux côtés de l'Oder) est annexée à la Pologne après la fin de la Seconde Guerre mondiale en 1945, tandis que la partie de la ville à l'ouest de l'Oder appartient aujourd'hui à la commune brandebourgeoise de Küstriner Vorland en tant que quartier de Küstrin-Kietz. Après la fin de la guerre, les troupes russes rendent les forts extérieurs inutilisables militairement en les faisant partiellement exploser. D'autres domaines tels que le Nouveau Fort sont complètement ou partiellement enlevés pour obtenir des matériaux de construction. Le Fort Gorgast est ensuite utilisé comme camp par l'Armée nationale populaire.
Après 1989, il devient possible d'utiliser certaines fortifications à des fins touristiques. Le désert de la vieille ville et donc l'enceinte existante sur la rive de l'Oder entre la porte de Berlin et la porte de Custrin sont à nouveau accessibles. Le fort Gorgast peut également être visité. Les autres structures sont des ruines.

## Liste des bâtiments
| Bâtiment                                                        | État (2014)                                                                     | Illustration |
| Bastion du roi avec casemate                                    | Mauvais état                                                                    |              |
| Garde du pont de l'Oder sur la voie ferrée de l'Est             | Démoli                                                                          |              |
| Garde du pont routier sur l'Oder                                | Démoli                                                                          |              |
| Ouvrage à cornes avec deux bastions                             | Conservation des douves et vestiges de remparts                                 |              |
| Ravelin de Gohrin                                               | Conservation des douves et vestiges de remparts                                 |              |
| Ravelin Albert avec la porte Albert                             | Flanc gauche du ravelin conservé et rénové                                      |              |
| Porte de Berlin                                                 | Rénové                                                                          |              |
| Bastion de la reine                                             | Démoli                                                                          |              |
| Ravelin Christian-Louis                                         | Démoli                                                                          |              |
| Bastion du prince héritier / HautCavalier                       | Démoli                                                                          |              |
| Porte de Zorndorf                                               | Démoli                                                                          |              |
| Bastion de la princesse héritière                               | Démoli                                                                          |              |
| Ravelin Auguste-Guillaume                                       | Mauvais état                                                                    |              |
| Porte de Kietz                                                  | Rénové                                                                          |              |
| Bastion Philippe avec musée de la forteresse dans les casemates | Rénové                                                                          |              |
| Batardeau                                                       | Rénové                                                                          |              |
| Bastion Brandebourg                                             | Rénové                                                                          |              |
| Brückenwache Warthebrücke der Ostbahn                           | Démoli                                                                          |              |
| Garde du pont de la Warthe sur la voie ferrée de l'Est          | Démoli                                                                          |              |
| Fort Gorgast (de)                                               | Partiellement rénové                                                            |              |
| Fort Zorndorf                                                   | En ruine                                                                        |              |
| Fort Tschernow                                                  | En ruine                                                                        |              |
| Fort Säpzig                                                     | En ruine                                                                        |              |
| Fort Neues Werk                                                 | Démoli à 95 %, restes du glacis et de la contrecarpe sur la chausée de Zorndorf |              |
| Tête de pont avec lunette droite et gauche                      | Démoli                                                                          |              |
| Lunette B                                                       | Démoli                                                                          |              |
| Lunette C                                                       | démoli, restes du mur de la noue                                                |              |
| Lunette D                                                       | présence de douves et de restes de bâtiments                                    |              |

## Gouverneurs et commandants

### Gouverneurs
- 10 juillet 1546 Melcher Grünberg, colonel
- 1552 Hans von Buch (l'Ancien), colonel
- 1567 von Otterstaedt, colonel
- 1577 Zacharias von Grünberg, colonel
- 5 février 1583 von Dißbergk (Tischbergk), capitaine en chef « commandant des Vesten et Gwardi », à partir de 1586 capitaine en chef et conseiller de la forteresse de Custrin
- 1593 Hans von Buch (le Jeune), capitaine en chef
- 1603 ou 1610 Wedigo Reimar Gans zu Putlitz (de), capitaine en chef
- 1620 Hildebrand von Kracht, capitaine en chef
- 1652 Georg Ehrentreich von Burgsdorff (de), capitaine en chef et écuyer en chef
- 1656 Christian Albrecht von Dohna, Generalfeldzeugmeister
- 1677 Joachim Ernst von Görzke (de), lieutenant général (futur gouverneur de Memel)
- 1682 Georg von Derfflinger, maréchal
- 1690 Kurt Hildebrand von der Marwitz (de), lieutenant général
- 1701 Wilhelm von Brandt, lieutenant général (précédemment gouverneur de Magdebourg et von Pillau)
- 1701 Johann Christoph von Goetze (de), lieutenant général (commandant de Pillau)
- 1703 Otto von Schlabrendorf (de), général d'infanterie (précédemment gouverneur de Peitz)
- 1722 Dietrich Johann von der Heyden genannt Rynsch (de), général de division (précédemment commandant)
- 1729 Otto Gustav von Lepel (de), général de division.
- 1735 Léopold d'Anhalt-Dessau, maréchal (plus tard gouverneur de Magdebourg)
- 1747 David Jürgen von Graevenitz (de), lieutenant général (précédemment commandant de Magdebourg. )
- 1752 Maurice d'Anhalt-Dessau, lieutenant général
- 1763 Frédéric-Auguste de Brunswick-Wolfenbüttel-Œls, général d'infanterie
- 1794 maréchal Alexander von Knobelsdorff
- 1801 Philipp Friedrich Lebrecht von Lattorff (de), lieutenant général

### Commandants
- ? von der Marwitz
- 1657 Hans von der Marwitz (de), colonel
- 1675 Friedrich Ulrich Wilhelm von Lüderitz (de), général de division
- 1690 Christoph Friedrich Ier von Bismarck (de), général de division
- 1705 Baltzer Friedrich von Sydow (de), lieutenant général
- 1721 Baron Dietrich Johann von der Heyden genannt Rynsch (de). gouverneur à partir de 1722
- 1722 Z. von Reichmann, colonel
- 1744 Alexander Friedeborn, lieutenant-colonel
- 1752 Casper Adrian von Seyger, lieutenant-colonel
- 1762 von Heydersstadt, lieutenant-colonel
- 1772 Berend Friedrich von Koethen, lieutenant-colonel
- 1794 Carl Sigismund von Kameke (de), général de division
- 1795 Carl Wedig von Bonin, colonel
- 1803 Friedrich Wilhelm Heinrich Ferdinand von Ingersleben, colonel
- 1806–1813 Occupation française
  - 1806 Jean-François Xavier de Ménard
  - 26 janvier au 26 juillet 1807 Baron Étienne d'Hastrel de Rivedoux
  - 26 juillet 1807 au 28 août 1807 Marquis Louis Annibal de Saint-Michel d'Agoult
  - 1807-1808 Jean-Baptiste Michel Féry
  - 1811 François Antoine Teste
  - guides (? )
  - Gaspard Fornier d'Albe
- 1813 Johann von Hinrichs (de), général de division
- 1815 Colonel Johann Ludwig Christoph von Creilsheim (de)
- 1816 Friedrich von Bülow (de), colonel (plus tard commandant de Cosel)
- 1829 Karl Friedrich Köhn von Jaski (de), lieutenant général (plus tard commandant von Cosel)
- 1847 Ludwig von Corvin-Wiersbitzky (de), général de division
- 1850 Woldemar de Schleswig-Holstein-Sonderbourg-Augustenbourg (de) (à partir de 1851 commandant de Neisse)
- 1851 Baron Emil von Schleinitz (de), général de division
- 1863 Comte von der Golz
- 1866 Rudolf von Liebeherr (de), général de division
- 1868 Wilhelm von Reichenbach (de), général de division
- 1869 Adolf von Kettler (de), général de division
- 1873 Richard von Conta (de), lieutenant général
- 1874 Ziermann
- 1879 von Kalkreuth
- 1886 Hofmann
- 1887 von der Heyde
- 1890 Hugo von Hagen (de), général de division
- 1895 Wilhelm Lademann (de), général de division
- 1898 von Below
- 1901 Hermann Augustin (de), général de division
- 1905 von der Esch
- 1909 Wilhelm Rintelen (anobli en 1913)
- 1918 Baron von Bock
- 1920 Otto Teschner (de), lieutenant-général
- 1923 Erich Gudowius
- 1925 Gustav Dammann (de), lieutenant-général
- 1928 Hermann Schmolke
- 1930 Magnus von Wedderkop (de), lieutenant général
- 1932 Konrad Sorsche, lieutenant-général

## Cartes
- Plan de Küstrin, gravure, 1690.
- Plan du site de la ville de Küstrin, 1873 . Numérisé dans les archives d'images Foto Marburg.
- Feuille de table de mesure 1844 : Cüstrin, 1919. rec. 1891, éd. 1892, rapport. 1905, édition 1919. - 1:25 000. Bureau du Reich pour les admissions d'État, Berlin, 1919.
- Plan du site de la forteresse 1758 par Carl L. comte von Hessenstein